# Vela ai Giochi della IX Olimpiade - Dinghy 12 piedi
La competizione della categoria Dinghy 12 piedi di vela ai Giochi della IX Olimpiade si tenne dal 2 all'8 agosto 1928 presso il Bacino dello Zuiderzee.

## Risultati
Nella prima fase della competizione i 20 equipaggi disputarono quattro regate, ogni regata era divisa in due gruppi secondo il numero di gara. 
Nella prima e nella terza regata il primo gruppo era composto da numeri di gara da 1 a 10, il secondo gruppo dai numeri da 11-20
Nella seconda e nella quarta regata il primo gruppo era composto da numeri di gara dispari, il secondo gruppo dai numeri pari.
Ogni equipaggio riceveva un numero di punti corrispondente al suo ordine di arrivo nel suo gruppo. 
Se un equipaggio non terminava la regata veniva assegnato un numero di punti uguale al numero dei partenti nel suo gruppo. 
Se un equipaggio non prendeva parte alla regata veniva assegnato un numero di punti uguale al numero di partecipanti nel suo gruppo. 
I dieci concorrenti che ottennero il minor numero di punti nella prima fase parteciparono alla seconda fase. 
Nella seconda fase i 10 equipaggi restanti disputarono altre quattro regate.
La classifica finale era data dal maggior numero di primi posti nelle otto regate disputate, in caso di parità contava il maggior numero di secondi posti, terzi posti e così via.

### 1 Regata
| Numeri 1-10 | Numeri 1-10 | Numeri 1-10 | Numeri 11-20 | Numeri 11-20   | Numeri 11-20 |
| Pos:        | Nazione     | Tempo       | Pos:         | Nazione        | Tempo        |
| ----------- | ----------- | ----------- | ------------ | -------------- | ------------ |
| 1           | Norvegia    | 1:48:49     | 1            | Finlandia      | 2:01:47      |
| 2           | Danimarca   | 1:49:06     | 2            | Belgio         | 2:03:33      |
| 3           | Germania    | 1:51:27     | 3            | Stati Uniti    | 2:04:19      |
| 4           | Ungheria    | 1:52:38     | 4            | Gran Bretagna  | 2:06:01      |
| 5           | Italia      | 1:52:47     | 5            | Svezia         | 2:08:35      |
| 6           | Spagna      | 1:52:51     | 6            | Lettonia       | 2:09:20      |
| 7           | Sudafrica   | 1:54:55     | 7            | Paesi Bassi    | 2:09:34      |
| 8           | Polonia     | 1:57:41     | 8            | Svizzera       | 2:10:28      |
| 10          | Francia     | DNF         | 9            | Austria        | 2:10:33      |
| 10          | Monaco      | DNF         | 10           | Cecoslovacchia | 2:13:37      |

### 2 Regata
| Numeri dispari | Numeri dispari | Numeri dispari | Numeri pari | Numeri pari    | Numeri pari |
| Pos:           | Nazione        | Tempo          | Pos:        | Nazione        | Tempo       |
| -------------- | -------------- | -------------- | ----------- | -------------- | ----------- |
| 1              | Svezia         | 1:16:56        | 1           | Paesi Bassi    | 1:14:58     |
| 2              | Germania       | 1:17:33        | 2           | Finlandia      | 1:17:13     |
| 3              | Danimarca      | 1:19:15        | 3           | Sudafrica      | 1:19:12     |
| 4              | Lettonia       | 1:19:38        | 4           | Italia         | 1:19:27     |
| 5              | Norvegia       | 1:24:57        | 5           | Stati Uniti    | 1:20:15     |
| 6              | Spagna         | 1:26:10        | 6           | Gran Bretagna  | 1:25:22     |
| 7              | Svizzera       | 1:32:36        | 7           | Francia        | 1:25:30     |
| 10             | Ungheria       | DNF            | 8           | Polonia        | 1:29:13     |
| 10             | Belgio         | DNF            | 10          | Monaco         | DNF         |
| 10             | Austria        | DNF            | 10          | Cecoslovacchia | DNF         |

### 3 Regata
| Numeri 1-10 | Numeri 1-10 | Numeri 1-10 | Numeri 11-20 | Numeri 11-20   | Numeri 11-20 |
| Pos:        | Nazione     | Tempo       | Pos:         | Nazione        | Tempo        |
| ----------- | ----------- | ----------- | ------------ | -------------- | ------------ |
| 1           | Germania    | 1:04:56     | 1            | Svezia         | 39:57        |
| 2           | Italia      | 1:05:00     | 2            | Gran Bretagna  | 40:27        |
| 3           | Norvegia    | 1:10:50     | 3            | Stati Uniti    | 46:57        |
| 4           | Danimarca   | 1:16:55     | 4            | Belgio         | 48:56        |
| 5           | Ungheria    | 1:39:56     | 5            | Lettonia       | 49:15        |
| 6           | Francia     | DNF         | 6            | Cecoslovacchia | 52:51        |
| 10          | Sudafrica   | DNS         | 7            | Svizzera       | DNF          |
| 10          | Monaco      | DNS         | 10           | Austria        | DNS          |
| 10          | Spagna      | DNS         | 10           | Finlandia      | DNS          |
| 10          | Polonia     | DNS         | 10           | Paesi Bassi    | DNS          |

### 4 Regata
| Numeri dispari | Numeri dispari | Numeri dispari | Numeri pari | Numeri pari    | Numeri pari |
| Pos:           | Nazione        | Tempo          | Pos:        | Nazione        | Tempo       |
| -------------- | -------------- | -------------- | ----------- | -------------- | ----------- |
| 1              | Norvegia       | 1:19:29        | 1           | Finlandia      | 1:23:54     |
| 2              | Svezia         | 1:19:36        | 2           | Paesi Bassi    | 1:24:00     |
| 3              | Germania       | 1:20:00        | 3           | Italia         | 1:24:50     |
| 4              | Danimarca      | 1:23:17        | 4           | Stati Uniti    | 1:25:46     |
| 5              | Ungheria       | 1:25:25        | 5           | Gran Bretagna  | 1:26:13     |
| 6              | Svizzera       | 1:26:14        | 6           | Francia        | 1:28:30     |
| 7              | Spagna         | 1:26:41        | 7           | Polonia        | 1:29:27     |
| 8              | Lettonia       | 1:27:56        | 8           | Cecoslovacchia | 1:37:51     |
| 9              | Belgio         | DNF            | 10          | Sudafrica      | DNS         |
| 10             | Austria        | DNS            | 10          | Monaco         | DNS         |

### Classifica dopo la 4 regata
| Pos: | Numero Gara | Nazione        | 1 Regata | 2 Regata | 3 Regata | 4 Regata | Totale |
| ---- | ----------- | -------------- | -------- | -------- | -------- | -------- | ------ |
| 1    | 5           | Germania       | 3        | 2        | 1        | 3        | 9      |
| 1    | 11          | Svezia         | 5        | 1        | 1        | 2        | 9      |
| 3    | 3           | Norvegia       | 1        | 5        | 3        | 1        | 10     |
| 4    | 1           | Danimarca      | 2        | 3        | 4        | 4        | 13     |
| 5    | 6           | Italia         | 5        | 4        | 2        | 3        | 14     |
| 5    | 18          | Finlandia      | 1        | 2        | 10       | 1        | 14     |
| 7    | 16          | Stati Uniti    | 3        | 5        | 3        | 4        | 15     |
| 8    | 14          | Gran Bretagna  | 4        | 6        | 2        | 5        | 17     |
| 9    | 20          | Paesi Bassi    | 7        | 1        | 10       | 2        | 20     |
| 10   | 19          | Lettonia       | 6        | 4        | 5        | 8        | 23     |
| 11   | 9           | Ungheria       | 4        | 10       | 5        | 5        | 24     |
| 12   | 15          | Belgio         | 2        | 10       | 4        | 9        | 25     |
| 13   | 13          | Svizzera       | 8        | 7        | 7        | 6        | 28     |
| 14   | 7           | Spagna         | 6        | 6        | 10       | 7        | 29     |
| 14   | 8           | Francia        | 10       | 7        | 6        | 6        | 29     |
| 16   | 2           | Sudafrica      | 7        | 3        | 10       | 10       | 30     |
| 17   | 10          | Polonia        | 8        | 8        | 10       | 7        | 33     |
| 18   | 12          | Cecoslovacchia | 10       | 10       | 6        | 8        | 34     |
| 19   | 17          | Austria        | 9        | 10       | 10       | 10       | 39     |
| 20   | 4           | Monaco         | 10       | 10       | 10       | 10       | 40     |

### Seconda Fase
| 5 regata | 5 regata      | 5 regata | 6 regata | 6 regata      | 6 regata | 7 regata | 7 regata      | 7 regata | 8 regata | 8 regata      | 8 regata |
| Pos:     | Nazione       | Tempo    | Pos:     | Nazione       | Tempo    | Pos:     | Nazione       | Tempo    | Pos:     | Nazione       | Tempo    |
| -------- | ------------- | -------- | -------- | ------------- | -------- | -------- | ------------- | -------- | -------- | ------------- | -------- |
| 1        | Svezia        | 1:18:55  | 1        | Norvegia      | 1:20:56  | 1        | Svezia        | 1:36:09  | 1        | Paesi Bassi   | 1:28:50  |
| 2        | Norvegia      | 1:19:13  | 2        | Italia        | 1:21:58  | 2        | Finlandia     | 1:36:46  | 2        | Svezia        | 1:32:16  |
| 3        | Finlandia     | 1:19:28  | 3        | Svezia        | 1:21:59  | 3        | Italia        | 1:37:32  | 3        | Norvegia      | 1:32:17  |
| 4        | Germania      | 1:19:29  | 4        | Germania      | 1:22:27  | 4        | Norvegia      | 1:39:27  | 4        | Gran Bretagna | 1:32:44  |
| 5        | Danimarca     | 1:19:32  | 5        | Gran Bretagna | 1:23:45  | 5        | Paesi Bassi   | 1:39:41  | 5        | Italia        | 1:33:35  |
| 6        | Gran Bretagna | 1:19:49  | 6        | Paesi Bassi   | 1:24:07  | 6        | Germania      | 1:39:54  | 6        | Finlandia     | 1:35:42  |
| 7        | Paesi Bassi   | 1:20:03  | 7        | Stati Uniti   | 1:24:31  | 7        | Lettonia      | 1:42:39  | 7        | Germania      | 1:35:49  |
| 8        | Lettonia      | 1:21:11  | 8        | Danimarca     | 1:24:37  | 8        | Gran Bretagna | DNF      | 8        | Lettonia      | 1:38:03  |
| 10       | Italia        | DNF      | 9        | Finlandia     | 1:24:53  | 10       | Danimarca     | DNS      | 10       | Danimarca     | DNS      |
| 10       | Stati Uniti   | DNF      | 10       | Lettonia      | 1:25:24  | 10       | Stati Uniti   | DNS      | 10       | Stati Uniti   | DNS      |

### Classifica finale
| Pos:    | Nazione        | Velista (Riserva)                   | 1 Regata | 2 Regata | 3 Regata | 4 Regata | 5 Regata | 6 Regata | 7 Regata | 8 Regata | Piazzamenti                   |
| ------- | -------------- | ----------------------------------- | -------- | -------- | -------- | -------- | -------- | -------- | -------- | -------- | ----------------------------- |
| Oro     | Svezia         | Sven Thorell                        | 5        | 1        | 1        | 2        | 1        | 3        | 1        | 2        | 4 Primo                       |
| Argento | Norvegia       | Henrik Robert                       | 1        | 5        | 3        | 1        | 2        | 1        | 4        | 3        | 3 Primo                       |
| Bronzo  | Finlandia      | Bertel Broman                       | 1        | 2        | 10       | 1        | 3        | 9        | 2        | 6        | 2 Primo, 2 Secondo            |
| 4       | Paesi Bassi    | Willem de Vries Lentsch             | 7        | 1        | 10       | 2        | 7        | 6        | 5        | 1        | 2 Primo, 1 Secondo            |
| 5       | Germania       | Egon Beyn                           | 3        | 2        | 1        | 3        | 4        | 4        | 6        | 7        | 1 Primo                       |
| 6       | Italia         | Tito Nordio                         | 5        | 4        | 2        | 3        | 10       | 2        | 3        | 5        | 2 Secondo                     |
| 7       | Danimarca      | Jacob Andersen                      | 2        | 3        | 4        | 4        | 5        | 8        | 10       | 10       | 1 Secondo, 3 Quarto           |
| 8       | Gran Bretagna  | Harold Fowler (Harold Gaydon)       | 4        | 6        | 2        | 5        | 6        | 5        | 8        | 4        | 1 Secondo, 1 Quarto, 3 Quinto |
| 9       | Belgio         | Léon Huybrechts                     | 2        | 10       | 4        | 9        |          |          |          |          | 1 Secondo, 1 Quarto           |
| 10      | Stati Uniti    | Manfred Curry                       | 3        | 5        | 3        | 4        | 10       | 7        | 10       | 10       | 2 Terzo                       |
| 11      | Lettonia       | Kurts Klāsens                       | 6        | 4        | 5        | 8        | 8        | 10       | 7        | 8        | 1 Terzo, 1 Quinto             |
| 12      | Sudafrica      | Rupert Ellis-Brown                  | 7        | 3        | 10       | 10       |          |          |          |          | 1 Terzo                       |
| 13      | Ungheria       | Raul Uhl                            | 4        | 10       | 5        | 5        |          |          |          |          | 1 Quarto, 1 Quinto            |
| 14      | Spagna         | Santiago Amat                       | 6        | 6        | 10       | 7        |          |          |          |          | 2 Sesto, 1 Settimo, 1 Decimo  |
| 14      | Francia        | Charles Laverne (Louis Pauly)       | 10       | 7        | 6        | 6        |          |          |          |          | 2 Sesto, 1 Settimo, 1 Decimo  |
| 16      | Svizzera       | Henri Fivaz                         | 8        | 7        | 7        | 6        |          |          |          |          | 1 Sesto, 2 Settimo            |
| 17      | Cecoslovacchia | Rudolf Winter                       | 10       | 10       | 6        | 8        |          |          |          |          | 1 Sesto, 1 Ottavo             |
| 18      | Polonia        | Władysław Krzyżanowski (Adam Wolff) | 8        | 8        | 10       | 7        |          |          |          |          | 1 Settimo, 2 Ottavo           |
| 19      | Austria        | Robert Johanny                      | 9        | 10       | 10       | 10       |          |          |          |          | 1 Nono                        |
| 20      | Monaco         | Émile Barral                        | 10       | 10       | 10       | 10       |          |          |          |          | -                             |